# چنگیزخان (فیلم ۲۰۱۷)
چنگیزخان (انگلیسی: Genghis Khan) فیلمی در ژانر تاریخی، فانتزی، حماسی است که در آوریل ۲۰۱۸ در چین منتشر شد.
این فیلم که ابتدا قرار بود در ۲۲ دسامبر ۲۰۱۷ در چین اکران شود ، بعداً به ۲۸ آوریل ۲۰۱۸ موکول شد تا به تیم زمان بیشتری برای کارهای پس از تولید داده شود.
این فیلم همچنین فیلم پایانی هشتمین جشنواره بین المللی فیلم پکن بود.

## داستان
تموچین و بورته دوستان دوران کودکی هم هستند که عمیقا عاشق یکدیگرند. اما خبر مرگ پدر تموجین به سرعت رابطه آنها را بهم میزند. تموجین به زادگاه خود برمی گردد ، اما با حمله ناگهانی رفقای سابق پدرش روبرو میشود که باعث از بین رفتن کل قبیله اش می شود‌‌...

## نقش ها
- ویلیام چان در نقش تموچین
- لین یون در نقش بورته
- هو جون در نقش کوچلک خان
- باتورج-ئین باسانجاب
- بایین
- ژانگ شین‌یی
- تو من در نقش پدر جاموخا